# Augusto Schuster
Augusto José Schuster Picó (née le 24 août 1992 à Santiago), est un acteur et chanteur chilien.

## Filmographie

### Télévision
| Année       | Titre                      | Rôle                          | Chaîne    |
| ----------- | -------------------------- | ----------------------------- | --------- |
| 2007 - 2009 | Amango                     | Felipe García                 | Canal 13  |
| 2008        | Química, el juego del amor | Nicolás Darwin/Nicolás Cooper | Canal 13  |
| 2009        | Corazón rebelde            | Pablo Bustamante              | Canal 13  |
| 2010        | Casi Angeles               | Pablo "Isla Negra"            | Telefe    |
| 2011        | Dance!                     | Nacho                         | Canal 10  |
| 2013        | Lynch                      | Abel                          | Moviecity |
| 2014        | Somos familia              | Nacho Miranda                 | Telefe    |
| 2014 - 2015 | Pituca sin lucas           | Fidel Gallardo                | Mega      |
| 2016        | Pobre gallo                | Borja Pérez de Castro         | Mega      |
| depuis 2019 | Juegos de Poder            | Benjamín Bennet               | Mega      |

### Cinéma
| Année | Titre                  | Rôle            | Réalisateur                   |
| ----- | ---------------------- | --------------- | ----------------------------- |
| 2010  | Mandril                | Mandril (jeune) | Ernesto Díaz Espinoza         |
| 2016  | Aquí no ha pasado nada |                 | Alejandro Fernández Almendras |